# 대한민국 민법 제365조
대한민국 민법 제365조는 저당지상의 건물에 대한 경매청구권에 대한 민법 물권법 조문이다.

## 조문
제365조(저당지상의 건물에 대한 경매청구권) 토지를 목적으로 저당권을 설정한 후 그 설정자가 그 토지에 건물을 축조한 때에는 저당권자는 토지와 함께 그 건물에 대하여도 경매를 청구할 수 있다. 그러나 그 건물의 경매대가에 대하여는 우선변제를 받을 권리가 없다.

第167條(消滅時效의 遡及效) 消滅時效는 그 起算日에 遡及하여 效力이 생긴다.

Article 167(Retroactive Effect of Statute of Limitations) The statute of limitations takes effect retroactively to when the clock first ran.

## 참고 문헌
- 박득배. "민법 제365조 일괄경매청구권 행사요건에 관한 일고." 법학연구 25.2 (2014): 75-96.
- 이종구. "민법 제365조의 일괄경매의 요건에 관한 해석과 입법론에 관한 연구." 법학논총 36.1 (2012): 645-670.
- 김상수, "민법 제365조의 일괄경매청구권의 개정" 한국비교사법학회 16 (16): 1-20, 2009
- 이종구 (2012). 민법 제365조의 일괄경매의 요건에 관한 해석과 입법론에 관한 연구. 법학논총, 36(1), 645 - 670.